# Isaac Wallace-Johnson
Isaac Theophilus Akunna Wallace-Johnson (* 1894; † 10. Mai 1965 in Ghana) war ein sierra-leonischer Gewerkschafter, Journalist, Aktivist und Politiker.

## Lebensweg
Wallace-Johnson wurde in eine in ärmlichen Verhältnissen lebende Kriofamilie hineingeboren. Schon in der Schulzeit setzte er sich für Andere ein und wurde schnell zu einem Anführer. Für zwei Jahre studierte er an der United Methodist Collegiate School, ehe Wallace-Johnson 1913 eine Anstellung beim Zollbüro annahm. Für die Organisation eines Streiks wurde er suspendiert, ein Jahr später aber erneut angestellt.
Nach seiner Kündigung dort schloss sich Wallace-Johnson im Ersten Weltkrieg dem Carrier Corps an. Nach dem Krieg und der Entwaffnung fand er 1920 eine Anstellung bei der Stadtverwaltung von Freetown. 1926 wurde er entlassen und heuerte auf einem Handelsschiff an. Zu dieser Zeit schloss er sich der Seemannsgewerkschaft und der kommunistischen Partei an. 1930 war er Mitgründer der ersten Gewerkschaft in Nigeria. Walle Johnson nahm an der International Trade Union Conference of Negro Workers in Hamburg teil. Er veröffentlichte zahlreiche Artikel zu den Arbeitsrechten der Schwarzen und war Verleger des Magazins Negro Worker.
1933 kehrte Wallace-Johnson nach Nigeria zurück und wurde binnen Monaten wegen der Gründung illegaler Aktivistengruppen des Landes verwiesen. Es zog ihn daraufhin zur Goldküste, wo er schnell hohes Ansehen als Aktivist und Journalist gewann. Er setzte sich für die Rechte der Schwarzen ein. Dort gründete er 1935 die West African Youth League (WAYL), die in den kommenden Jahren im gesamten britischen Westafrika eine hohe Anhängerschaft gewinnen konnte.
Drei Jahre später kehrte Wallace-Johnson in seine Heimat Sierra Leone zurück. Er gründete diverse Gewerkschaften und politische Gruppierungen und verlegte eine Zeitung. Am 1. September 1939 wurde er unter dem erst kurz zuvor erlassenen Kriegsrecht aufgrund des Zweiten Weltkriegs festgenommen. Er wurde, ohne ordentliche Verhandlung, zu einer Haftstrafe von 12 Monaten verurteilt. Freigelassen wurden Wallace-Johnson schlussendlich nach fünf Jahren 1944. Umgehend ging er zurück in den Aktivismus und überführte die WAYL in den National Council of Sierra Leone. Er gründete eine weitere Partie, die sich dem Panafrikanismus verschrieb und sich vom Radikalismus abwandte. 
1960 war er einer der Delegierten die die sierra-leonische Unabhängigkeit verhandelten.
Wallace-Johnson starb im Mai 1965 bei einem Verkehrsunfall in Ghana.
Er ist auf der Vorderseite der 2000-Leones-Banknote abgebildet.